# Зімандкуз
Зімандкуз (рум. Zimandcuz) — село у повіті Арад в Румунії. Входить до складу комуни Зіманду-Ноу.
Село розташоване на відстані 420 км на північний захід від Бухареста, 11 км на північний схід від Арада, 56 км на північ від Тімішоари.

## Населення
За даними перепису населення 2002 року у селі проживали 1184 особи.
Національний склад населення села:
| Національність | Кількість осіб | Відсоток |
| -------------- | -------------- | -------- |
| угорці         | 676            | 57,1%    |
| румуни         | 482            | 40,7%    |
| цигани         | 21             | 1,8%     |

Рідною мовою назвали:
| Мова      | Кількість осіб | Відсоток |
| --------- | -------------- | -------- |
| угорська  | 697            | 58,9%    |
| румунська | 485            | 41,0%    |